# 埃特贝克站
埃特贝克站（法語：Gare d'Etterbeek）是比利时布鲁塞尔首都大区的鐵路車站，于1880年9月25日启用。尽管该站以埃特贝克命名，但其并不位于埃特贝克，而是位于伊克塞勒境内。该站主要服务于布鲁塞尔自由大学和荷兰语布鲁塞尔自由大学。

## 列车服务
该站提供以下列车服务：
- 城际列车 (IC-17) 布鲁塞尔机场 - 布鲁塞尔卢森堡 - 那慕爾 - 迪南（周一至周五）
- 城际列车 (IC-17) 布鲁塞尔 - 那慕尔 - 迪南（周末）
- 城际列车 (IC-18) 布鲁塞尔 - 那慕尔 - 列日（周一至周五）
- 城际列车 (IC-27) 布鲁塞尔机场 - 布鲁塞尔卢森堡 - 尼韦勒 - 沙勒罗瓦（周一至周五）
- 布鲁塞尔城市快铁（法语：Réseau express régional bruxellois） (S4) 维尔福德 - 梅罗德 - 埃特贝克 - 布鲁塞尔卢森堡 - 登德尔莱乌 - 阿尔斯特（周一至周五高峰时段）
- 布鲁塞尔城市快铁 (S5) 梅赫伦 - 布鲁塞尔卢森堡 - 埃特贝克 - 哈勒 - 昂吉安 (- 赫拉尔兹贝亨)（周一至周五）
- 布鲁塞尔城市快铁 (S8) 布鲁塞尔 - 埃特贝克 - 奥蒂尼 - 新鲁汶
- 布鲁塞尔城市快铁 (S9) 鲁汶 - 布鲁塞尔卢森堡 - 埃特贝克 - 布赖讷拉勒（周一至周五高峰时段）
- 布鲁塞尔城市快铁 (S81) 斯哈尔贝克 - 布鲁塞尔卢森堡 - 埃特贝克 - 奥蒂尼（周一至周五高峰时段）